# Курсон (Кальвадос)
Курсо́н (фр. Courson) — коммуна во Франции, находится в регионе Нижняя Нормандия. Департамент коммуны — Кальвадос. Входит в состав кантона Сен-Севе-Кальвадос. Округ коммуны — Вир.
Код INSEE коммуны — 14192.

## Население
Население коммуны на 2010 год составляло 431 человек.
| 1962 | 1968 | 1975 | 1982 | 1990 | 1999 | 2010 |
| ---- | ---- | ---- | ---- | ---- | ---- | ---- |
| 662  | 591  | 529  | 490  | 420  | 484  | 431  |

## Экономика
В 2010 году среди 284 человек трудоспособного возраста (15—64 лет) 199 были экономически активными, 85 — неактивными (показатель активности — 70,1 %, в 1999 году было 71,8 %). Из 199 активных жителей работали 180 человек (100 мужчин и 80 женщин), безработных было 19 (7 мужчин и 12 женщин). Среди 85 неактивных 25 человек были учениками или студентами, 40 — пенсионерами, 20 были неактивными по другим причинам.